# 宋兆元
宋兆元（1720年—1778年），字繼儒，號端溪，江蘇蘇州府長洲縣人，雍正二年（1723年）後屬元和縣人，清朝政治人物，乾隆年間網師園園主宋宗元弟。

## 生平
宋兆元來自蘇州長洲宋氏家族北宅支。高祖宋如琮（字懋和，號章華，1573-1653）為吳縣庠生，娶韓雍孫女。曾祖宋之炌（字時律，1610-1681）為歲貢生。本生祖父宋德受（字祿宇，號惕安，1648-1702）為長洲庠生附監生，授州同候選，娶順治六年（1649年）己丑科進士周公軾女。本生叔父宋勤業。本生父宋匡業（字鼎來，號梅仲，1680-1740）為監生，考授州同，有孝行，喜愛梅花。本生母為州同陳起奇女（1682-1765）。宋兆元為宋匡業第四子，出嗣從伯父宋天恆（字觀成，宋之炌長子宋增受之子，1665-1700）。
宋兆元為元和貢生，乾隆二十二年（1757年）任湖北巴東縣知縣，兼署歸州知州，二十八年（1763年）任湖南平江縣知縣，二十九年（1764年）調長沙縣知縣，三十年（1765年）因平江縣任內事遭革職，授文林郎，四十三年（1778年）秋卒。

## 家庭
夫人為吳江丁氏州同丁女；側室楊氏。有三子：宋平邦（早殤）、宋成邦（出嗣，早殤）及宋錦邦（兼祧本支及叔父宋調元支）。